# Oblewo
Oblewo (deutsch Oblewen, 1938 bis 1945 Kolbitzbruch) und Oblewo (Kolonia) sind zwei Ortschaften in der polnischen Woiwodschaft Ermland-Masuren, die zur Gmina Biała Piska (Stadt- und Landgemeinde Bialla, 1938 bis 1945 Gehlenburg) im Powiat Piski (Kreis Johannisburg) gehören.

## Geographische Lage
Das Dorf Oblewo liegt im Südosten der Woiwodschaft Ermland-Masuren, 16 Kilometer nordöstlich der Kreisstadt Pisz (deutsch Johannisburg). 
Die gleichnamige Kolonie befindet sich zwei Kilometer östlich des Dorfes.

## Geschichte
Der kleine um 1579 Obleje und bis 1938 Oblewen genannte Ort wurde 1517 durch den Deutschen Ritterorden als Freigut mit neun Hufen nach magdeburgischem Recht gegründet und bestand aus dem Dorf und einem Gut. 
Der Ort gehörte zum Kreis Johannisburg im Regierungsbezirk Gumbinnen (ab 1905: Regierungsbezirk Allenstein) in der preußischen Provinz Ostpreußen. Im Jahr 1874 wurde er in den neu errichteten Amtsbezirk Ruhden eingegliedert.
In Oblewen waren im Jahr 1910 insgesamt 156 Einwohner registriert, 1933 waren es bereits 181. Aufgrund der Bestimmungen des Versailler Vertrags stimmte die Bevölkerung im Abstimmungsgebiet Allenstein, zu dem Oblewen gehörte, am 11. Juli 1920 über die weitere staatliche Zugehörigkeit zu Ostpreußen (und damit zu Deutschland) oder den Anschluss an Polen ab. In Oblewen stimmten 100 Einwohner für den Verbleib bei Ostpreußen, auf Polen entfielen keine Stimmen.
Am 3. Juni 1938 wurde Oblewen aus politisch-ideologischen Gründen der Abwehr fremdländisch klingender Ortsnamen in „Kolbitzbruch“ umbenannt. Die Einwohnerzahl ging bis 1939 auf 149 zurück.
Im Jahr 1945 wurde das Dorf in Kriegsfolge zusammen mit dem gesamten südlichen Ostpreußen an Polen überstellt und erhielt die polnische Namensform „Oblewo“. Heute ist es Sitz eines Schulzenamtes (polnisch Sołectwo) und somit eine Ortschaft im Verbund der Stadt- und Landgemeinde Biała Piska (Bialla, 1938 bis 1945 Gehlenburg) im Powiat Piski (Kreis Johannisburg), bis 1998 der Woiwodschaft Suwałki, seither der Woiwodschaft Ermland-Masuren zugeordnet. Im Jahre 2011 belief sich die Einwohnerzahl von Oblewo auf 94.

### Oblewo (Kolonia)
Über die Historie der Kolonie Oblewo liegt keine Belege vor, auch nicht über einen etwaigen deutschen Namen vor 1945. Möglich ist, dass der Ort erst nach 1945 gebildet wurde, heute nun aber real zur Stadt- und Landgemeinde Biała Piska gehört.

## Religionen
Bis 1945 war Oblewen resp. Kolbitzbruch in die evangelische Kirche Bialla in der Kirchenprovinz Ostpreußen der Kirche der Altpreußischen Union sowie in die römisch-katholische Kirche Johannisburg im Bistum Ermland eingepfarrt.
Heute gehören Oblewo und Oblewo (Kolonia) katholischerseits zur Pfarrei Biała Piska im Bistum Ełk der Römisch-katholischen Kirche in Polen. Die evangelischen Einwohner halten sich zu ihrer Kirchengemeinde ebenfalls in Biała Piska, einer Filialgemeinde der Pfarrei Pisz in der Diözese Masuren der Evangelisch-Augsburgischen Kirche in Polen.

## Schule
Oblewen wurde im Jahre 1910 ein Schulort.

## Verkehr
Oblewo und Oblewo (Kolonia) liegen westlich der Woiwodschaftsstraße 667 und sind von dort über Kolonia Konopki auf direktem Wege zu erreichen. 